# Laurence Henderson
Pour les articles homonymes, voir Henderson.
Laurence Henderson, né le 29 décembre 1928 à Londres, est un écrivain britannique, auteur de roman policier.

## Biographie
Après des études secondaires, il travaille comme simple employé dans un cabinet d'avocat. Il devient ensuite vendeur dans une compagnie d'assurances, avant d'être nommé enquêteur. Il tire de cette dernière expérience la matière de ses romans policiers quand il se lance dans l'écriture à la fin des années 1960 avec La Grande Vacherie (With Intent, 1968), où le sergent Milton doit enfreindre la loi pour parvenir à mettre la main au collet d'un jeune tueur aux cheveux de fille qui s'amuse à descendre à la carabine des policiers en fonction.
Son deuxième roman Ne vois-tu rien venir ? (Sitting Target, 1970) met en scène un caïd qui s'évade de prison pour abattre sa femme qui veut le quitter. La police tente de protéger l'épouse, mais le malfrat est un malin opiniâtre qui a plus d'un tour dans son sac. Ce dernier titre est adapté au cinéma par Douglas Hickox en 1972 sous le titre La Cible hurlante (Sitting Target), avec Oliver Reed, Jill St. John et Ian McShane.

## Œuvre

### Romans

#### SérieArthur Milton
- With Intent (1968) Publié en français sous le titre La Grande Vacherie, traduit par Roger Guerbet, Paris, Gallimard, coll. « Série noire » no 1547, 1972  (ISBN 2-07-048547-1)
- Sitting Target (1970) Publié en français sous le titre Ne vois-tu rien venir ?, traduit par Michael Eichelberger, Paris, Gallimard, coll. « Série noire » no 1555, 1973  (ISBN 2-07-048555-2)
- Cage Until Tame (1972)
- Major Inquiry (1976)
- The Final Glass (1990)

## Adaptation cinématographique
- 1972 : La Cible hurlante (Sitting Target), film américano-britannique réalisé par Douglas Hickox, d'après le roman Sitting Target, avec Oliver Reed, Jill St. John et Ian McShane

## Sources
- Claude Mesplède et Jean-Jacques Schleret, SN, voyage au bout de la Noire : inventaire de 732 auteurs et de leurs œuvres publiés en séries Noire et Blème : suivi d'une filmographie complète, Paris, Futuropolis, 1982, 476 p. (OCLC 11972030), p. 185.
- Claude Mesplède, Les Années "Série noire" bibliographie critique d'une collection policière, t. 4 : 1972-1982, Amiens, Encrage, coll. « Travaux » (no 25), 1995 (ISBN 978-2-906-38963-2), p. 34-35-41.
- Claude Mesplède et Jean-Jacques Schleret, Les Auteurs de la "Série noire", Joseph K., 1996 (ISBN 9782910686116), p. 227.